# George van Rossem
George van Rossem (ur. 30 maja 1882 w Hadze, zm. 14 stycznia 1955 w Wassenaar) – holenderski oficer i szermierz, czterokrotny medalista olimpijski.
Był zawodowym wojskowym. Do Koninklijke Landmacht wstąpił w 1904, kiedy ukończył Koninklijke Militaire Academie. Brał udział w I wojnie światowej i II wojnie światowej osiągając stopień majora. Odznaczony Orderem Oranje-Nassau, Orderem Lwa Niderlandzkiego (1928). Ponadto odznaczony Legią Honorową (1922), Orderem Danebroga (1927), Orderem Korony Włoch (1929), Orderem Miecza (1929), Orderem Zasługi Wojskowej (1929), Orderem Chrystusa (1929), Orderem Świętego Olafa (1930), Orderem Węgierskim Zasługi (1930) i Odznaką Honorową Olimpijską (1936).
Na olimpiadzie w Atenach w 1906 zdobył srebro w turnieju indywidualnym szablistów - 3 uderzenia, w którym wyprzedził go tylko Niemiec Gustav Casmir. Na tej samej imprezie razem z Mauritsem van Löben Selsem, Jamesem van Carnbée i Johannesem Ostenem zdobył brązowy medal w szpadzie drużynowej. Podczas igrzysk olimpijskich w Londynie dwa lata później był piąty w szabli drużynowej, a indywidualnie odpadł w drugiej rundzie. W szpadzie był dziewiąty dziewiąty w turnieju drużynowym, a indywidualnie odpadł w pierwszej rundzie. Na rozgrywanych w 1912 roku igrzyskach olimpijskich w Sztokholmie zdobył dwa medale. Wspólnie z Jetze Doormanem, Adrianusem de Jongiem, Leonardusem Nardusem i Willemem van Blijenburghem zdobył brąz w szpadzie drużynowej. Parę dni później Holendrzy w składzie: Jetze Doorman, Dirk Scalongne, Adrianus de Jong, Willem van Blijenburgh, Hendrik de Iongh i George van Rossem zajęli też trzecie w szabli drużynowej. Startował także w szpadzie indywidualnej, jednak odpadł w pierwszej rundzie. Brał również udział w igrzyskach olimpijskich w Antwerpii w 1920 roku, gdzie był siódmy w szpadzie drużynowej.
Nie zdobył medalu mistrzostw świata.
Po zakończeniu kariery pełnił funkcję prezydenta Międzynarodowej Federacji Szermierczej w latach 1925-1928, funkcję sekretarza generalnego Letnich Igrzysk Olimpijskich w Amsterdamie w 1928 roku i sekretarza skarbu Holenderskiego Komitetu Olimpijskiego w latach 1930-1946.